# Mikey Way
Michael James Way, ameriški glasbenik, bas kitarist, * 10. september 1980, Newark, New Jersey, (ZDA). 
Mikey Way je član (bas kitara) skupine My Chemical Romance.

## My Chemical Romance
Bas kitare se je Mikey naučil le zato, da bi lahko igral v bandu svojega starejšega brata (Gerard Way), zaradi česa je zapustil kolidž. Odgovoren je tudi za ime banda, saj je idejo dobil iz novele Irvina Welsha - Ecstasy: Three Tales of Chemical Romance. 

Pred igranjem v My Chemical Romance se je znašel na avdiciji banda Pencey Prep, v katerem je igral tudi Frank Iero (MCR ritem kitarist).

## Osebno življenje
Od pomladi 2007 je poročen z Alicio Simmons; basistko From First to Last. Trenutno živita skupaj v Brooklynu, NY. Imata ujemajoča tatuja, srci v plamenih z napisom »Forever«.

## Interesi
Najljubši bend je Anthrax, obožuje grozljivke, njegova najljubša hrana je suši in eden od citatov pravi: »I could eat my body weight in sushi.« Ima mačko poimenovano Bunny Marie Way, ki ima myspace. 

Po drugi strani sovraži majhne prostore, velike in odprte prostore in nakupovanje špecerije.

## Očala
Njegov zaščitni znak so bila nekoč očala, sedaj jih ne potrebuje saj so mu jih maja 2006 z lasersko operacijo popravili vid.
Kopirano z Mikey-eve myspace strani:
«At the young age of 9 years, Michael James Way was struck with the affliction known as nearsightedness. Unable to see such things as the chalkboard, the movie screen (or anything more than 5 feet away) the lad was forced to get corrective lenses. Michael and his glasses spent many fruitful years together. They saw each other through the good times, as well as the bad. In May of 2006 this friendship came to a crashing halt. Michael's glasses met their end tragically, by way of Lasik eye surgery. The glasses leave behind two loving brothers, Ray Ban, Paul frank, and their father Chanel. Viewing times and dates will be announced shortly.«